# Loimaa
Loimaa est une ville de la région de Finlande du Sud-Ouest.

## Histoire
La paroisse trouve son origine autour de l'an 1400. Elle est alors située aux confins de la Finlande du Sud-Ouest et du Häme.
Les terres assez riches permettent l'établissement de nombreux petits villages agricoles.
En 1876, le destin de la municipalité change avec l'arrivée de la voie ferrée Turku-Toijala.
La nouvelle gare de Loimaa (fi) devient le point focal de la paroisse.
Un petit centre industriel, commercial et administratif se développe.
En 1922, Loimaa est séparée de la municipalité rurale de Loimaa.
Elle devient une ville en 1969 et les deux communes sont finalement réunifiées au 1er janvier 2005.
Les municipalités de Alastaro et Mellilä ont fusionné avec Loimaa le 1er janvier 2009.

## Géographie
La commune est relativement plane et reste très agricole.
Les deux centres de population principaux, Loimaa-ville et l'ancien centre de la municipalité rurale (Hirvikoski), ne sont distants que de 3 kilomètres.
La ville est traversée par la rivière Loimijoki, principal affluent de rive gauche de la Kokemäenjoki qu'elle rejoint à hauteur de Huittinen.
Les communes voisines sont Mellilä au sud, Pöytyä au sud-ouest, Oripää à l'ouest, Alastaro au nord-ouest, Punkalaidun au nord (Pirkanmaa), Humppila au nord-est et Ypäjä à l'est (toutes deux dans le Kanta-Häme).

## Démographie
Depuis 1980, l'évolution démographique de Loimaa est la suivante, :
| Année      | 1980   | 1985   | 1990   | 1995   | 2000   | 2005   |
| ---------- | ------ | ------ | ------ | ------ | ------ | ------ |
| population | 18 612 | 18 564 | 18 457 | 18 042 | 17 585 | 17 300 |

| Année      | 2010   | 2015   | 2020   |
| ---------- | ------ | ------ | ------ |
| population | 16 916 | 16 468 | 15 843 |

## Politique et administration

### Conseil municipal
Les sièges des 37 conseillers municipaux sont répartis comme suit:
| Parti     | Parti                              | Sièges 2021–2025 |
| --------- | ---------------------------------- | ---------------- |
|           | Parti social-démocrate de Finlande | 4                |
|           | Vrais Finlandais                   | 6                |
|           | Parti de la Coalition nationale    | 6                |
|           | Parti du centre                    | 11               |
|           | Ligue verte                        | 0                |
|           | Alliance de gauche                 | 4                |
|           | Chrétiens-démocrates               | 1                |
|           | Meidän Loimaa yhteislista          | 5                |
| Sources : |                                    |                  |

### Subdivisions administratives
Les quartiers de Loimaa sont:
| Numéro | Nom          |
| 1      | Keskusta     |
| 2      | Tuulensuu    |
| 3      | Peltoinen    |
| 4      | Hulmi        |
| 5      | san nom      |
| 6      | Suopelto     |
| 7      | Myllykylä    |
| 8      | Vesikoski    |
| 9      | Kartanonmäki |
| 10     | Juva         |
| 11     | Taati        |
| 12     | Ferraria     |
| 14     | sans nom     |

## Économie

### Principales entreprises
En 2021, les principales entreprises de Loimaa par chiffre d'affaires sont :
| Société                  | C.A.  |
| ------------------------ | ----- |
| Pemamek Oy               | 58 M€ |
| Vallox Oy Loimaan tehdas | 38 M€ |
| Vilakone Oy              | 32 M€ |
| Lännen Tractors Oy       | 30 M€ |
| Dinolift Oy              | 28 M€ |
| Kieku Oy                 | 23 M€ |
| Loimaan Laatuauto Oy     | 21 M€ |
| Sallila Sähkönsiirto Oy  | 14 M€ |
| Dometal Oy               | 14 M€ |
| SL Rappaus Oy            | 13 M€ |

### Employeurs
En 2021, les plus importants employeurs privés de Loimaa sont:
| Employeur                | Employés |
| ------------------------ | -------- |
| Pemamek Oy               | 232      |
| Dinolift Oy              | 166      |
| Vallox Oy Loimaan tehdas | 147      |
| SL Rappaus Oy            | 147      |
| Vilakone Oy              | 145      |
| Loimaan Kivi             | 77       |
| Dometal Oy               | 65       |
| Nordic Traction Oy       | 62       |
| Timberwise Oy            | 62       |
| Tuulensuun Palvelukeskus | 46       |

## Transports
Le principal axe routier est la nationale 9 (E63) venue de Turku (à 65 km) et continuant vers Tampere (92 km).

### Villes principales
- Helsinki 150 km
- Turku 65 km
- Tampere100 km
- Hämeenlinna106 km
- Pori 112 km

### Villes proches
- Aura 35 km
- Oripää 22 km
- Säkylä 46 km
- Urjala 40 km
- Ypäjä 20 km

## Lieux et monuments
- Parc de sculptures Alpo Jaakola
- Église de Kanta-Loimaa
- Moulin de Krekilä
- Musée local de Loimaa

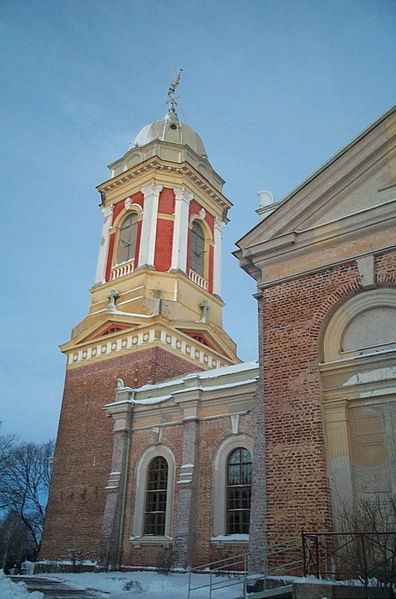
L'église de Kanta-Loimaa.

- Musée de l'agriculture finlandaise Sarka
- Moulin de Vesikosken
- Église de Virttaa
- Église d'Alastaro

## Jumelages
| Ville | Ville           | Pays | Pays     | Période                     |
| ----- | --------------- | ---- | -------- | --------------------------- |
|       | Jõhvi City (d), |      | Estonie  |                             |
|       | Mosfellsbær     |      | Islande  |                             |
|       | Skien           |      | Norvège  |                             |
|       | Staraïa Roussa  |      | Russie   |                             |
|       | Thisted         |      | Danemark |                             |
|       | Türi City (d)   |      | Estonie  | depuis le 21 septembre 1996 |
|       | Uddevalla,      |      | Suède    |                             |

## Personnalités
- Jaakko Yli-Juonikas
- Reino Kuuskoski

## Galerie

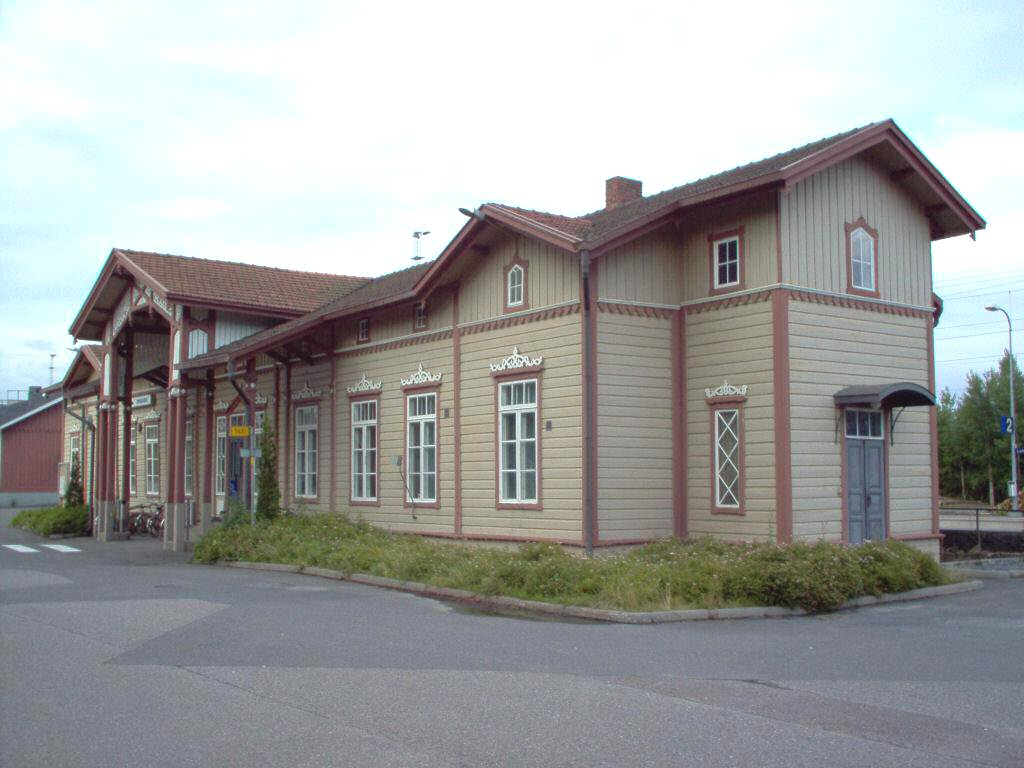
La gare de Loimaa.
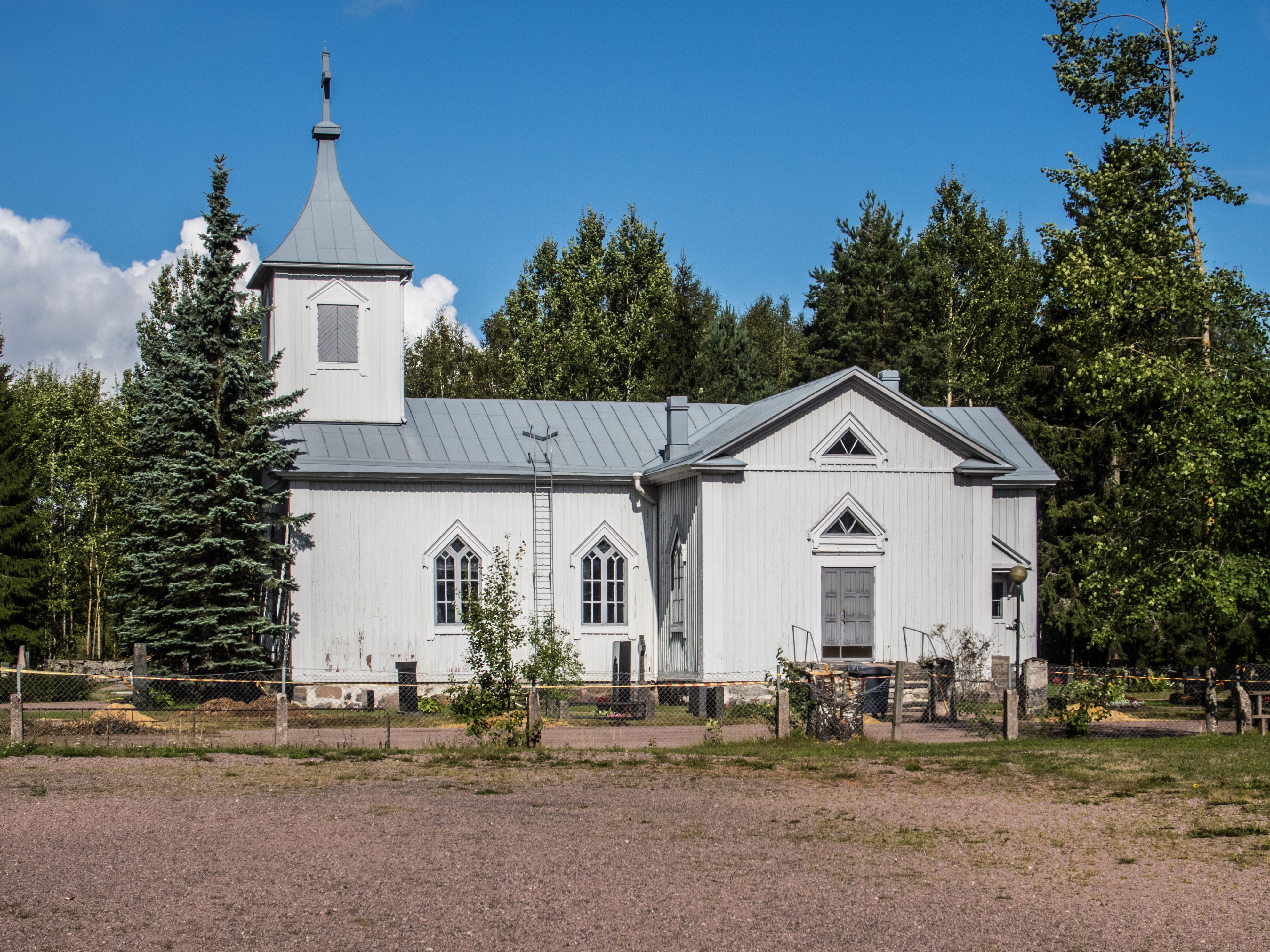
L'église de Virttaa.
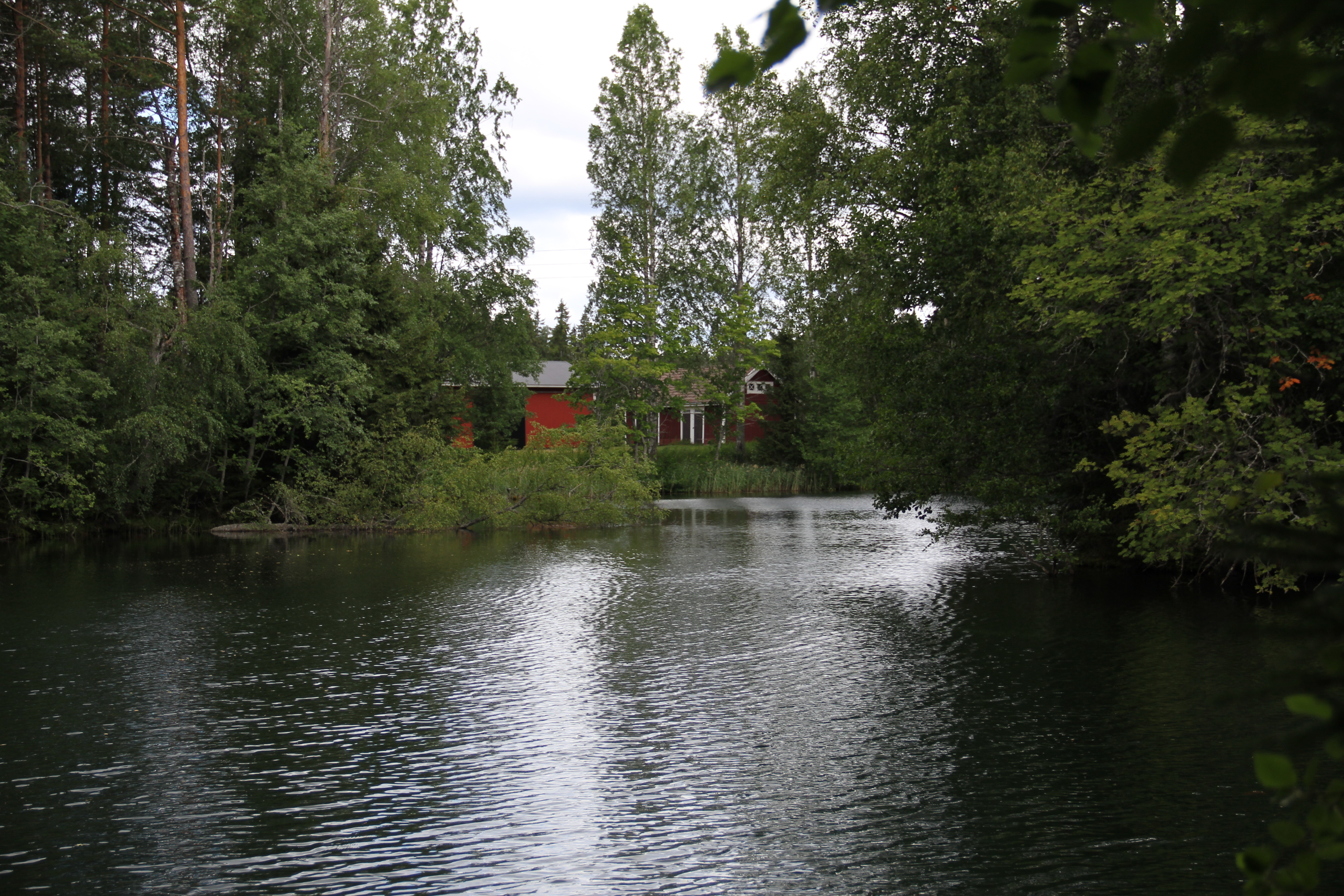
La source Myllylähde.
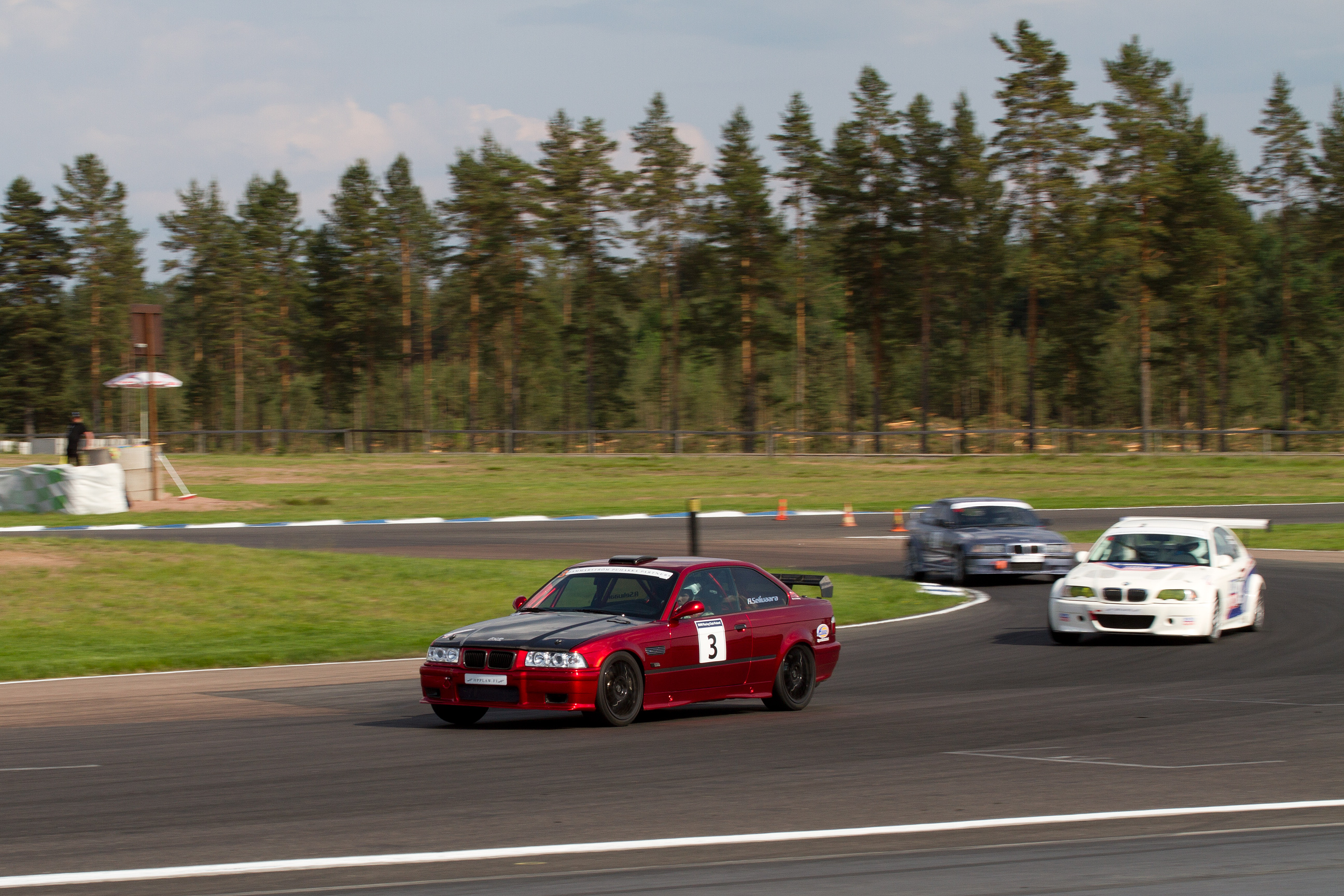
Le circuit d'Alastaro.
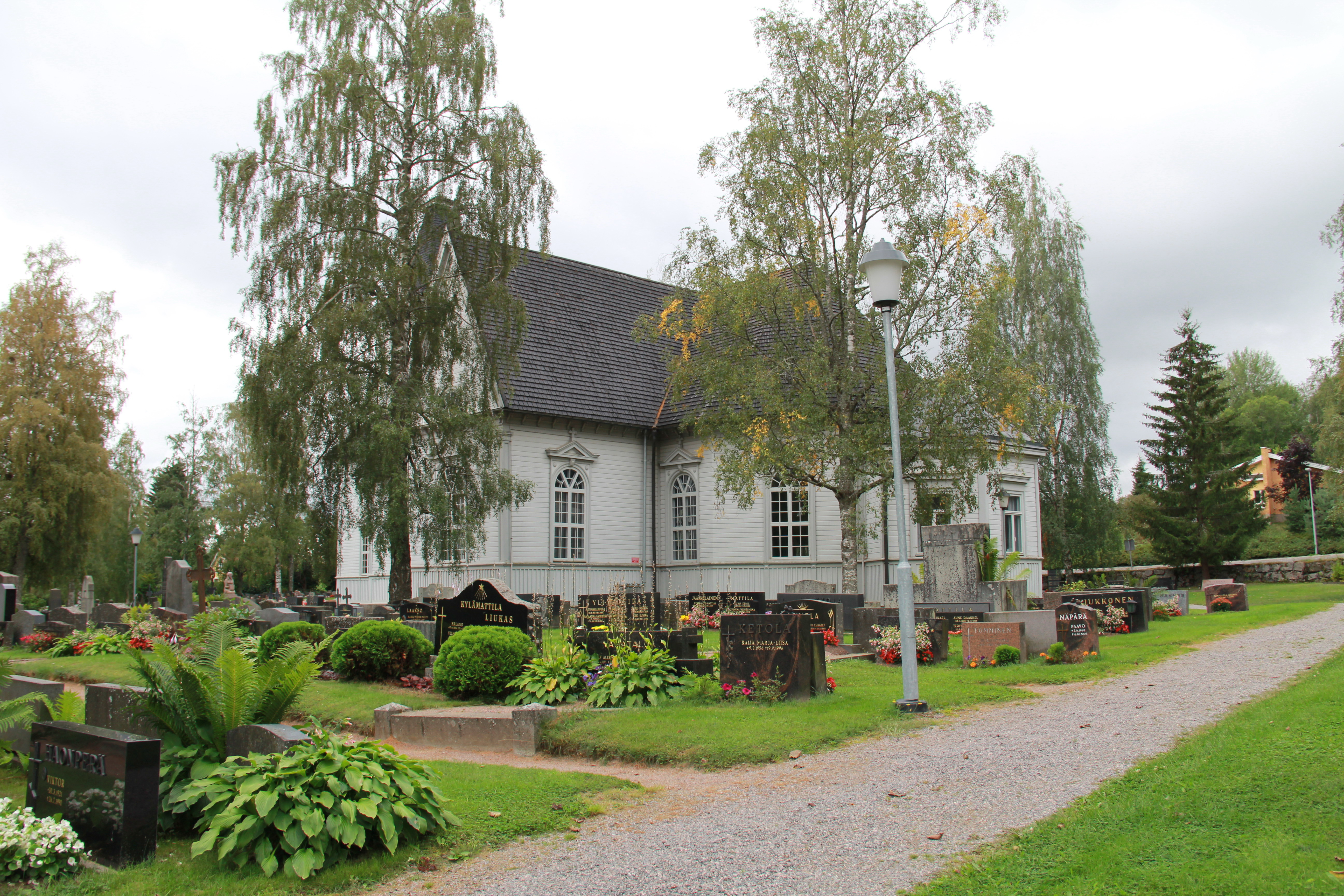
L'église d'Alastaro.